# Zavodske, Poltava
Zavodske (în ucraineană Заводське) este un oraș raional din raionul Lohvîțea, regiunea Poltava, Ucraina. În afara localității principale, mai cuprinde și satul Vîșneve.

## Demografie
Componența lingvistică a orașului Cervonozavodske
     Ucraineană (96,96%)
     Rusă (2,67%)
     Alte limbi (0,13%)
Conform recensământului din 2001, majoritatea populației orașului Cervonozavodske era vorbitoare de ucraineană (96,96%), existând în minoritate și vorbitori de rusă (2,67%).